# Bonni Ginzburg
Ben-Zion „Bonni” Shabbtai Ginzburg (hebr. בן ציון שבתי „בוני” גינצבורג, ur. 12 grudnia 1964 w Tel Awiwie) – izraelski piłkarz grający na pozycji bramkarza. W swojej karierze rozegrał 68 meczów w reprezentacji Izraela.

## Kariera klubowa
Karierę piłkarską Ginzburg rozpoczął w klubie Maccabi Tel Awiw. W sezonie 1980/1981 zadebiutował w jego barwach w pierwszej lidze izraelskiej. W 1984 roku został wypożyczony do klubu Maccabi Petach Tikwa. Latem tamtego roku wrócił do Maccabi Tel Awiw, a w sezonie 1986/1987 zdobył z nim Puchar Izraela.
W 1987 roku Ginzburg przeszedł do Maccabi Hajfa. Rok później przeniósł się do Beitaru Jerozolima. W sezonie 1988/1989 zdobył z Beitarem krajowy puchar. W latach 1989–1991 Ginzburg był zawodnikiem szkockiego Rangers. Przegrał jednak rywalizację o miejsce w podstawowym składzie z Anglikiem Chrisem Woodsem i w szkockiej lidze rozegrał 4 mecze.
W 1991 roku Ginzburg wrócił do Izraela i został zawodnikiem klubu Maccabi Jawne. W sezonie 1992/1993 grał w Beitarze Tel Awiw, a w latach 1993–1995 – w Maccabi Ironi Aszdod. Z kolei w sezonie 1995/1996 występował w Bene Jehuda Tel Awiw. W 1996 roku ponownie został zawodnikiem Maccabi Hajfa. W 1998 roku odszedł do Hapoelu Aszkelon, a w sezonie 2000/2001 grał w Hapoelu Kefar Sawa, w którym zakończył karierę.
| Sezon   | Klub                 | Kraj    | Rozgrywki      | Mecze | Bramki |
| ------- | -------------------- | ------- | -------------- | ----- | ------ |
| 1980/81 | Maccabi Tel Awiw     | Izrael  | Liga Leumit    | ?     | 0      |
| 1981/82 | Maccabi Tel Awiw     | Izrael  | Liga Leumit    | ?     | 0      |
| 1982/83 | Maccabi Tel Awiw     | Izrael  | Liga Leumit    | ?     | 0      |
| 1983/84 | Maccabi Tel Awiw     | Izrael  | Liga Leumit    | ?     | 0      |
| 1984/85 | Maccabi Petach Tikwa | Izrael  | Liga Leumit    | ?     | 0      |
| 1985/86 | Maccabi Tel Awiw     | Izrael  | Liga Leumit    | ?     | 0      |
| 1986/87 | Maccabi Tel Awiw     | Izrael  | Liga Leumit    | ?     | 0      |
| 1987/88 | Maccabi Hajfa        | Izrael  | Liga Leumit    | 31    | 0      |
| 1988/89 | Maccabi Hajfa        | Izrael  | Liga Leumit    | 24    | 0      |
| 1989/90 | Rangers              | Szkocja | Premier League | 4     | 0      |
| 1990/91 | Rangers              | Szkocja | Premier League | 0     | 0      |
| 1991/92 | Maccabi Jawne        | Izrael  | Liga Leumit    | ?     | 0      |
| 1992/93 | Beitar Tel Awiw      | Izrael  | Liga Leumit    | 31    | 0      |
| 1993/94 | Maccabi Ironi Aszdod | Izrael  | Liga Leumit    | 37    | 0      |
| 1994/95 | Maccabi Ironi Aszdod | Izrael  | Liga Leumit    | 30    | 0      |
| 1995/96 | Bene Jehuda Tel Awiw | Izrael  | Liga Leumit    | 27    | 0      |
| 1996/97 | Maccabi Hajfa        | Izrael  | Liga Leumit    | 13    | 0      |
| 1997/98 | Maccabi Hajfa        | Izrael  | Liga Leumit    | 1     | 0      |
| 1998/99 | Hapoel Aszkelon      | Izrael  | Liga Arcit     | 30    | 0      |
| 1999/00 | Hapoel Aszkelon      | Izrael  | Liga Leumit    | ?     | 0      |
| 2000/01 | Hapoel Kefar Sawa    | Izrael  | Liga Leumit    | ?     | 0      |

## Kariera reprezentacyjna
W reprezentacji Izraela Ginzburg zadebiutował 10 czerwca 1984 roku w zremisowanym 0:0 towarzyskim meczu z Walią, rozegranym w Ramat Gan. W swojej karierze grał w: eliminacjach do MŚ 1986, MŚ 1990, MŚ 1994 i Euro 96. Od 1984 do 1994 roku rozegrał w kadrze narodowej 68 meczów.